# 身延川裏不二
「身延川裏不二」（みのぶがわうらふじ）は、葛飾北斎の名所浮世絵揃物『冨嶽三十六景』全46図中の1図。落款は「前北斎為一筆」とある。

## 概要
本作品は山梨県南巨摩郡身延町を流れる富士川からの富士山の眺望を描いたとされている。画題には支流である身延川の名があるが、実際の身延川からは富士山が見えにくい点や描かれている河川の水量や川幅などから、この河川が身延川であるという点は否定的に見られている。波打つような急流河川の側の山深い脇道を旅人や駕籠、馬子などが多数往来している点から、日蓮宗総本山である久遠寺近郊の景観ではないかと推察されている。富士山の手前にはその視界を遮るかのように高く切り立った岩山が山水画を想起させる筆致で描かれているが、実際にはこのような山は存在せず、富士山の存在を意図的に矮小化させるために配置したものと考えられる。
画題の「裏不二」とは山梨県側から見た富士山北麓を指す一般的な呼称だが、『冨嶽三十六景』の中で富士山北麓を描いた作品は複数あるものの「裏不二」と題している図は本作品のみである。この理由について日野原健司は、身延川近辺が富士山を中心として江戸と正対した地点に当たるためではないかと推察している。一方、『冨嶽三十六景』においては追加で摺られた黒摺十図を指して「裏富士」と呼称するが、本作品はその追加十図のうちのひとつに当たる作品であると考えられている。